# Монтпилијер (Индијана)
Монтпилијер (енгл. Montpelier) град је у америчкој савезној држави Индијана.

## Демографија
По попису из 2010. године број становника је 1.805, што је 124 (-6,4%) становника мање него 2000. године.
| Група             | 2000.         | 2010.         |
| Белци             | 1.866 (96,7%) | 1.754 (97,2%) |
| Афроамериканци    | 2 (0,1%)      | 5 (0,3%)      |
| Азијати           | 0 (0,0%)      | 1 (0,1%)      |
| Хиспаноамериканци | 20 (1,0%)     | 17 (0,9%)     |
| Укупно            | 1.929         | 1.805         |